# ووردینگتن (کنتاکی)
ووردینگتن (به انگلیسی: Worthington) شهری در ایالت کنتاکی کشور ایالات متحده آمریکا است که جمعیت آن در سرشماری سال ۲۰۱۰ میلادی، ۱٬۶۰۹ نفر بوده‌است.